# القيرح (سيئون)
'

تعديل مصدري - تعديل

القيرح هي إحدى قرى عزلة سيئون بمديرية سيئون التابعة لمحافظة حضرموت، بلغ تعداد سكانها 417 نسمة حسب تعداد اليمن لعام 2004.